# Aperianov Zakariás
Aperianov Zakariás, Pubi bácsi (Budakalász, 1927. február 8. – 2015. február 18.) minden idők legeredményesebb idomárja, 16 lóval nyert Magyar Derbyt, egy alkalommal Bécsben is diadalmaskodott.

## Életpályája

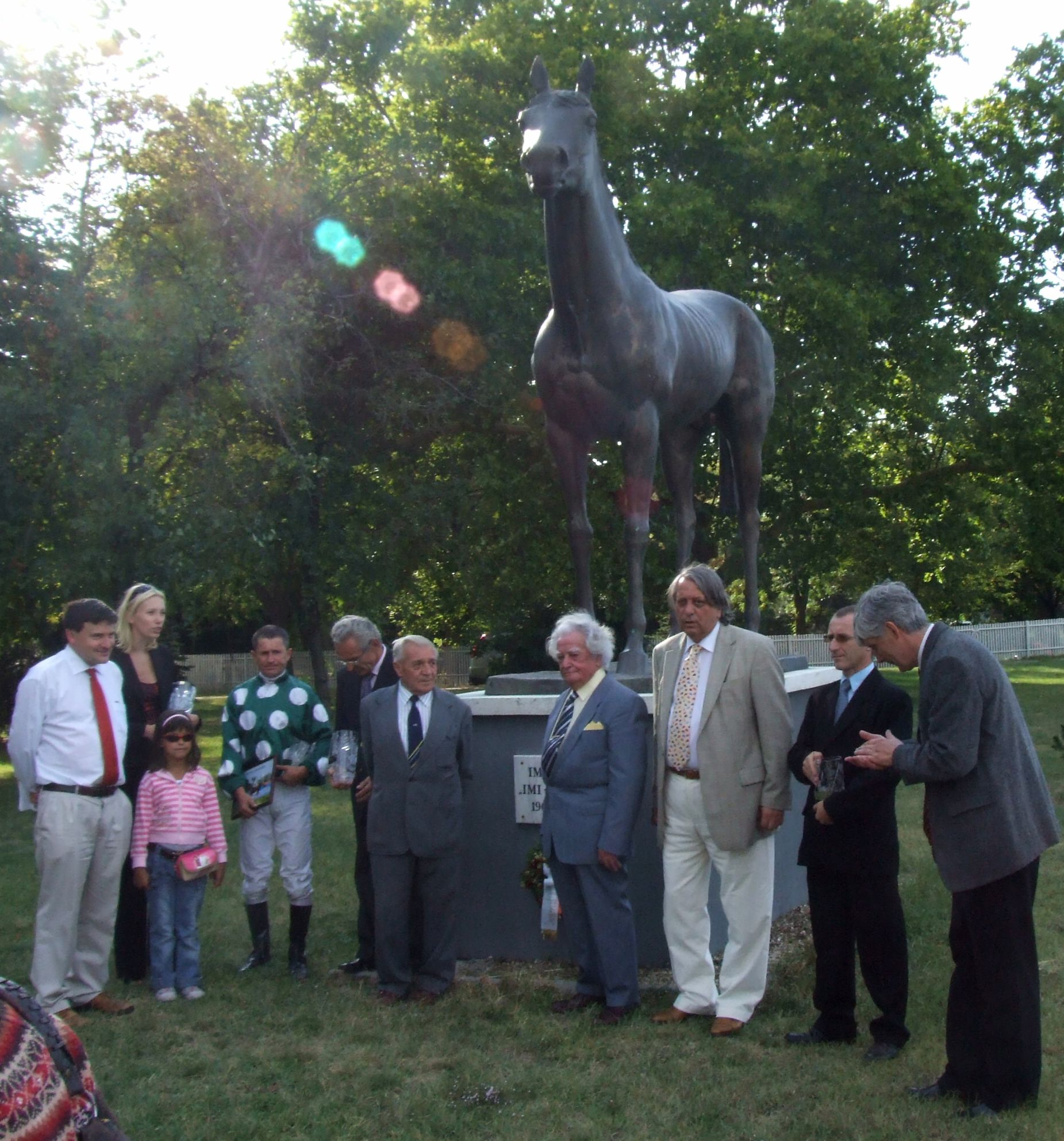
2009. szeptember 6.
Tisztelgés az Imperial díjat követően, a névadó szobránál. Zöld pettyes trikóban a győztes, Steady As A Rock lovasa: Varga Zoltán, balra Dr. Ecsedi Leticia tulajdonos, jobbra Imperial egyik lovasa Németh Ferenc és a tréner Aperianov Zakariás

Édesapja az első világháború alatt a Krím félszigetről települt át Magyarországra.  Barátaival kedvelői voltak a lóversenynek. Felesége ellenkezése ellenére fiát a polgári iskolából kivéve zsoké tanoncnak adta.
1939. augusztus 19-én, tizenkét éves korában szerződött Pejacsevich János grófhoz lovászfiúnak. A gróf kora kiváló idomárja volt, gondot fordított az utánpótlás nevelésre is. Aperianov álma tizennégy éves korában teljesült, amikor gróf Erdődy Rudolf Daru nevű lován nagy versenyen is nyeregbe ülhetett. Negyvenöt győzelmet aratott rövidre mért hároméves zsoké pályafutása alatt. A kínzó diéták ellenére sem tudta versenysúlyát hozni, ezért idejekorán visszavonult. Az istállóktól nem szakadt el, különféle beosztásokban dolgozott, majd huszonhat éves korában önálló idomár lett. Trénerként első versenyét 1953. július 2-án nyerte. Gazember nevű lovát Farkas Tibor lovagolta. 1962-ben a vezető idomárok hibás minősítésének köszönhetően került istállójába  Imperiál, mellyel sikert sikerre halmozott. A csodaló megismételhetetlen teljesítményei is elégségesek lettek volna a mester nevének aranykönyvbe kerüléséhez. Tizenhat derby győzelmével azonban a Guinness Rekordok Könyvébe is bekerülhetne. Az ott nyilvántartott tréner, John Porter "mindössze" hét derby győzelemmel dicsekedhet.

## Győzelmek
A táblázat oszlop szinten rendezhető!
Magyar Derby
| Szám | Év   | Győztes ló    | Nemzetiség   | Lovas         | Idomár             | Tulajdonos     | Idő    |
| ---- | ---- | ------------- | ------------ | ------------- | ------------------ | -------------- | ------ |
| 41   | 1963 | Imperiál      | Magyarország | Németh Ferenc | Aperianov Zakariás | –              | –      |
| 43   | 1965 | Regény        | Magyarország | Németh Ferenc | Aperianov Zakariás | –              | –      |
| 50   | 1972 | Immer         | Magyarország | Hertelendy G. | Aperianov Zakariás | –              | 2.30.2 |
| 52   | 1974 | Ijász         | Magyarország | Alafi László  | Aperianov Zakariás | –              | 2.31.4 |
| 53   | 1975 | Sky (IRE)     | Írország     | Alafi László  | Aperianov Zakariás | –              | 2.31.2 |
| 55   | 1977 | Bilbao        | Magyarország | Hertelendy G. | Aperianov Zakariás | –              | 2.33.1 |
| 57   | 1979 | Gázsi (SU)    | Szovjetunió  | Vas József    | Aperianov Zakariás | –              | 2.32.5 |
| 60   | 1982 | Királyhágó    | Magyarország | Vas József    | Aperianov Zakariás | –              | 2.29.8 |
| 61   | 1983 | Betét         | Magyarország | Bíró J.       | Aperianov Zakariás | –              | 2.33.5 |
| 62   | 1984 | Aszbeszt (SU) | Szovjetunió  | Gálitzky A.   | Aperianov Zakariás | –              | 2.36.9 |
| 64   | 1986 | Try Star (GB) | UK           | Vas József    | Aperianov Zakariás | –              | 2.30.2 |
| 65   | 1987 | Torockó       | Magyarország | Vas József    | Aperianov Zakariás | –              | 2.35.9 |
| 67   | 1989 | Tabán         | Magyarország | Varga Zoltán  | Aperianov Zakariás | –              | 2.32.2 |
| 70   | 1992 | Alfonz        | Magyarország | J. P. Lopez   | Aperianov Zakariás | –              | 2.31.2 |
| 71   | 1993 | Finavon (GB)  | UK           | D. Ilic       | Aperianov Zakariás | Paul Mellon    | 2.29.3 |
| 76   | 1998 | Menedzser     | Magyarország | Bodnár L.     | Aperianov Zakariás | Grezner József | 2.31.5 |

## Díjak
- Galopp tulajdonosok Széchenyi István díja (2004)
- Életműdíj (2004)
- Józsefvárosi Becsületrend (2007)
- Magyar Köztársasági Ezüst Érdemkereszt (2008)